# Torps församling, Karlstads stift
Torps församling var en församling i Karlstads stift och i Färgelanda kommun. Församlingen uppgick 2010 i Färgelanda församling.

## Administrativ historik
Församlingen har medeltida ursprung. 
Församlingen var till 1680 annexförsamling i pastoratet Färgelanda, Ödeborg och Torp som till 1670 även omfattade (Valbo-)Ryrs församling. Från 1680 till 1720 var församlingen eget pastorat för att därefter till 1962 vara moderförsamling i pastoratet Torp och Valbo-Ryr. Från 1962 till 2010 var den annexförsamling i pastoratet Färgelanda, Ödeborg och Torp som till 1968 även omfattade Valbo-Ryrs församling. Församlingen uppgick 2010 i Färgelanda församling.

## Kyrkor
- Torps kyrka